# Like Whoa
Like Whoa – piosenka zespołu Aly & AJ, napisana i nagrana dla ich drugiego studyjnego albumu Insomniatic.
To drugi i ostatni singel promujący album, wydany w 2008 roku. Miał zostać wydany w Wielkiej Brytanii, lecz z nieznanych powodów odwołano premierę.

## Informacje o piosence
Utwór razem z piosenkami: „Bullseye”, „Silence”, i Potential Breakup Song, promowały W radiach Wielkiej Brytanii album Insomniatic, później „Like Whoa” ogłoszono nowym singlem.
„Like Whoa” to piosenka o ekscytującym uczuciu na starcie nowego związku
Albumowa wersja piosenki wykorzystana została w filmie „Tajniaki”. Wersja Singlowa stała się dostępna do kupienia w Internecie 18 marca 2008 roku razem z akustyczną wersją piosenki i specjalnym wywiadem – jako minialbum. oprócz tego piosenka grana była tylko
W Radio Disney w całych USA przez styczeń i luty.

## Krytyka
Utwór ogólnie otrzymał pozytywne opinie:
UMusic opisało piosenkę słowami: „Like Whoa” zaczyna się delikatnymi bitami i przechodzi w energiczny taneczny refren.
Todd Sterling, z Wal-Martu, stwierdził: „Like Whoa”, Przenikliwy utwór o uczuciu zakochania na rollercosterze”.
Logan Leasure, z zespołu Jesus Freak Hideout, nazwał piosenkę „pewnym-hitem” i dodał: „radosna, chwytliwa piosenka, która sprawia, że pozytywnie patrzy się na życie”

## Lista utworów
- iTunes EP

1. „Like Whoa” – Remix version – 2:29
2. „Like Whoa” – Acoustic Version – 2:42
3. „Radio Disney Exclusive Interview” – 2:07

## Teledysk
3 grudnia, 2007 roku Aly & AJ oznajmiły na swoim blogu MySpace, że wideo do piosenki nakręcą jeszcze w tym samym tygodniu.
Napisały też, że reżyserem jest Scott Speer oraz że „to zupełnie co innego, niż nasza praca dotychczas”. Zdjęcia z planu dostępne były w internecie już 15 grudnia 2007 roku, w czterech różnych wersjach: Aly skacząca na trampolinie, obie siedzące na sofie
i podobne sceny z mikrofonem tak jak w piosence Potential Breakup Song. Oprócz tego zdjęcia które nie dotyczyły scen z teledysku jednak przedstawiały dziewczyny na schodach po skończonej pracy.
Są trzy wersji wideo promujące „Like Whoa”:
- Wideo hit YouTube z 19 Stycznia,2008. – Aly & AJ – Like Whoa (Official Minutemen music video)- pierwszy teledysk zawierający sceny z filmu „Tajniaki”, promujący też ów film
- Oficjalny teledysk – wydany 31 Stycznia, 2008 przez Hollywood Records na swoim kanale YouTube
- Gdy Aly & AJ znajdowały się za kulisami Programu „The Littlest Pet Shop w 2008 roku, pokazały inną wersję widea „Like Whoa”, która zawierała sceny z poprzednich dwóch teledysków i zupełnie nowe sceny.

## Pozycja na listach przebojów
Albumowa wersja piosenki trafiła na listę iTunes Top 100 21 stycznia, 2008 na #100 miejsce, wspięła się na #57 przez jeden dzień i ostatecznie na #13. 27 lutego, 2008 roku wersja albumowa kupiona została przez internet ponad 558,084 razy w USA zyskując tym najwyższą pozycję #63 w liście Hot 100. Wersja singlowa trafiła na listę ponownie na #92 miejsce po wypadnięciu z niej tydzień przed wydaniem.
| Lista przebojów (2008)          | Miejsce |
| ------------------------------- | ------- |
| amerykańska Billboard Hot 100   | 63      |
| amerykańska Billboard Pop 100   | 47      |
| kanadyjska Hot 100              | 66      |
| australijska ARIA Singles Chart | 92      |